# Underwriters Laboratories
Underwriters Laboratories Inc. (UL) è un'organizzazione di certificazioni di sicurezza indipendente. Fondata nel 1894, ha sede a Northbrook. Underwriters Laboratories sviluppa standard e test per prodotti, materiali, componenti e strumenti con particolare riguardo alla sicurezza. Inoltre valuta e certifica l'efficienza produttiva di un'azienda tramite un programma di analisi della gestione.
A South Bend si trovano dei laboratori di analisi per bevande e campioni d'acqua, mentre la succursale UL Environment valuta i prodotti dal punto della loro sostenibilità ambientale.
UL è una delle aziende che hanno ricevuto l'approvazione della Occupational Safety and Health Administration (OSHA) per poter svolgere tali test di sicurezza.

## Storia
Underwriters Laboratories Inc. fu fondata nel 1894 da William Henry Merrill, un ingegnere elettrico di  Boston. A 25 anni Merrill visitò il palazzo dell'elettricità alla Fiera Colombiana di Chicago. Viste le potenzialità della corrente elettrica, Merrill a Chicago fondò la Underwriters Laboratories. Merrill sviluppò standard, test, apparecchiature per rivelare pericoli. Accanto alla sua attività, lavorò per la National Fire Protection Association (NFPA) come tesoriere (1903–1909) e presidente (1910–1912) e fu un membro effettivo del Chicago Board and Union Committee. Nel 1916, Merrill divenne il primo presidente della UL.
La UL pubblicò il suo primo standard, “Tin Clad Fire Doors,” nel 1903. Successivamente marchiarono estintori. Nel 1905, UL crearono un servizio di etichettatura (Label Service) per le certificazioni di taluni prodotti nelle aziende, da ispezionare. Una caratteristica UL ancora attuale. La UL ha diversi laboratori che servono più di 100 nazioni ed ha diverse sedi anche in Italia. Esegue certificazioni in ambito elettrico, antincendio, sostanze pericolose, qualità dell'acqua, qualità del cibo, sostenibilità ambientale.

## Standard UL
Sustainability Standards

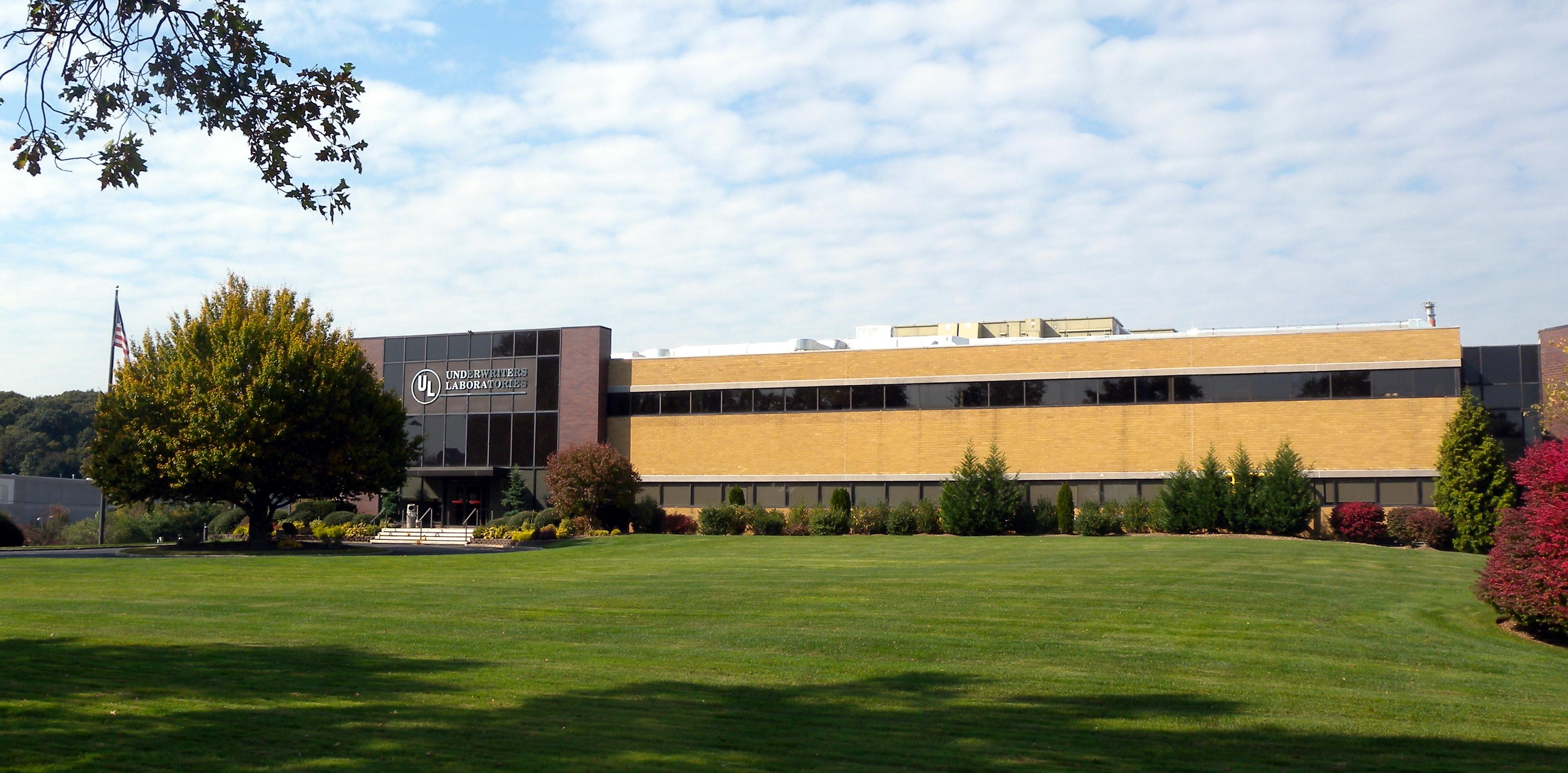
Sede di Melville, New York

- UL 106, Standard for Sustainability for Luminaires (under development)
- UL 110, Standard for Sustainability for Mobile Phones

Standards for Electrical and Electronic Products
- UL 153, Portable Electric Lamps
- UL 197, Commercial Electrical Cooking Appliances
- UL 796, Printed-Wiring Boards
- UL 1492, Audio/Video Products and Accessories
- UL 1598, Luminaires
- UL 1642, Lithium Batteries
- UL 1995, Heating and Cooling Equipment
- UL 6500, Audio/Video and Musical Instrument Apparatuses for Household, Commercial and Similar General Uses
- UL 60065, Audio, Video and Similar Electronic Apparatuses: Safety Requirements
- UL 60335-1, Household and Similar Electrical Appliances, Part 1: General Requirements
- UL 60335-2-24, Household and Similar Electrical Appliances, Part 2: Particular Requirements for Motor Compressors
- UL 60335-2-3, Household and Similar Electrical Appliances, Part 2: Particular Requirements for Electric Irons
- UL 60335-2-34, Household and Similar Electrical Appliances, Part 2: Particular Requirements for Motor Compressors
- UL 60335-2-8, Household and Similar Electrical Appliances, Part 2: Particular Requirements for Shavers, Hair Clippers and Similar Appliances
- UL 60950, Information Technology Equipment
- UL 60950-1, Information Technology Equipment - Safety, Part 1: General Requirements
- UL 60950-21, Information Technology Equipment - Safety, Part 21: Remote Power Feeding
- UL 60950-22, Information Technology Equipment - Safety, Part 22: Equipment to be Installed Outdoors
- UL 60950-23, Information Technology Equipment - Safety, Part 23: Large Data Storage Equipment

Life Safety Standards
- UL 217, Single- and Multiple- Station Smoke Alarms
- UL 268, Smoke Detectors for Fire Protective Signaling Systems
- UL 1626, Residential Sprinklers for Fire Protection Service
- UL 1971, Signaling Devices for the Hearing Impaired

Standards for Building Products
- UL 10A, Tin-Clad Fire Doors
- UL 1256, Fire Test of Roof/Deck Constructions

Standards for Industrial Control Equipment
- UL 508, Industrial Control Equipment
- UL 508A, Industrial Control Panels
- UL 508C, Power Conversion Equipment

Standards for Plastic Materials
- UL 94, Tests for Flammability of Plastic Materials for Parts in Devices and Appliances
- UL 746A, Polymeric Materials: Short-Term Property Evaluations
- UL 746B, Polymeric Materials: Long-Term Property Evaluations
- UL 746C, Polymeric Materials: Use in Electrical Equipment Evaluations
- UL 746D, Polymeric Materials: Fabricated Parts
- UL 746E, Polymeric Materials: Industrial Laminates, Filament Wound Tubing, Vulcanized Fiber and Materials Used in Printed-Wiring Boards
- UL 746F, Polymeric Materials: -– Flexible Dielectric Film Materials for Use in Printed-Wiring Boards and Flexible Materials Interconnect Constructions

Standards for Wire and Cable
- UL 62, Flexible Cords and Cables
- UL 758, Appliance Wiring Materials
- UL 817, Cord Sets and Power Supply Cords
- UL 2556, Wire and Cable Test Methods

Standards for Canada developed by ULC Standards, a member of the UL family of companies
- CAN/ULC-S101-07, Standard Methods for Fire Endurance Tests of Building Construction and Materials
- CAN/ULC-S102-10, Standard Methods of Test for Surface-Burning Characteristics of Building Materials and Assemblies
- CAN/ULC-S102.2-10, Standard Methods of Test for Surface-Burning Characteristics of Flooring, Floor Coverings, and Miscellaneous Materials and Assemblies
- CAN/ULC-S102-10, Standard Method of Test for Surface Burning Characteristics of Building Materials and Assemblies
- CAN/ULC-S104-10, Standard Methods for Fire Tests of Door Assemblies
- CAN/ULC-S107-10, Standard Methods for Fire Tests of Roof Coverings
- CAN/ULC-S303-M91 (R1999), Standard Methods for Local Burglar Alarm Units and Systems[4]

## Marchiatura "Componente Riconosciuto" (Recognized Component Mark)

Il "Recognized Component Mark" è un tipo di marchio di qualità rilasciato da Underwriters Laboratories. Viene apposto su componenti che sono destinati a far parte di un prodotto classificato UL, ma che non possono portare il logo UL completo. I consumatori generalmente non lo incontrano normalmente, in quanto è apposto su componenti che fanno parte di prodotti finiti (ad esempio schede elettroniche).

## Organizzazioni similari
- Baseefa del Regno Unito
- Canadian Standards Association (CSA) del Canada
- ETL SEMKO del Regno Unito, parte della Intertek
- IAPMO R&T con base in California, USA
- MET Laboratories, Inc. con base nel Maryland, USA
- NTA Inc con base nell'Indiana, USA
- Sira del Regno Unito
- TÜV della Germania